# فندق هاملتون برينسيس آند بيتش كلوب
هاملتون برينسيس آند بيتش كلوب أو فيرمونت مانجد هوتيل، والمعروف عمومًا ببرينسيس (الأميرة)، هو واحد من أكبر وأشهر الفنادق في برمودا يقع في بيمبروك باريش خارج مدينة هاملتون. كما أنه الفندق الأقدم بين سلسلة فنادق فيرمونت، والأكبر في برمودا، حيث يتسع أكثر من 400 غرفة، كما أنه واحد من فندقين لفيرمونت يقعان على الجزيرة، أما الثاني «فيرمونت ساوثامبتون» فقد سمي في بادئ الأمر «ساوثامبتون برينسيس».

## تاريخ
فتح فندق برينسيس أبوابه في 1 يناير عام 1885، ومنذ ذلك الحين زامن عددًا من المشغلين، بالرغم من أن المشغلين الجدد عدّلوا اسمه ليصبح ذا هاملتون برينسيس بعد إكمال فندق ساوثامبتون برينسيس، والمشغلون الحاليون لفنادق ومنتجعات فيرمونت أعطوه بادئة اسم مجموعة فنادقهم الخاصة، إلا أنه بالنسبة لمعظم سكان البرمودا معروف باسم فندق برينسيس أو الاميرة.

### إقبال سياح برمودا
حصلت برمودا على اعتراف دولي في عام 1883 عندما قامت الأميرة لويز الابنة الرابعة للملكة فيكتوريا بزيارته مع تراجع فصل الشتاء، ووصفته بأنه مكان لفصل الربيع الأبدي. عاشت في ذلك الوقت في كندا مع زوجها الدوق آرجيل الذي كان الحاكم العام هناك. عندما افتتح الفندق، سمّي الأميرة على شرف الزيارة الملكية له قبل عامين.
أُجبرت الأميرة لويز على السفر من كندا لأسباب صحية. كان من بين المسافرين الأوائل إلى برمودا العديد من رجال الأعمال الأثرياء والشخصيات السياسية، مع عائلاتهم، وما جذبهم جزئيا إليها صيتها بمناخها الصحي وبشكل خاص خلال أشهر الشتاء، بالإضافة إلى نمط حياتها البطيء الذي كان تواترًا مناسبًا لعلاج التوتر والضغوط المحمومة التي واجهوها في منازلهم. بدأ مجلس تنمية التجارة التابع لحكومة برمودا الذي استوعب بسرعة المزايا التسويقية لسمعة منطقته، في إعداد برمودا بوصفها جزر الهدوء.
كانت الرحلة إلى برمودا سواء بالإبحار أو عن طريق البواخر الأولى، رحلة شاقة (حيث قال صموئيل كليمنس مازحًا عن فندق برينسيس: برمودا هي الجنة، ولكن عليك أن تمر من خلال الجحيم للوصول إلى هناك!)، لا سيما أنه مع السنوات الأولى من الصناعة، سافر الزوار إلى الجزيرة في أشهر الشتاء. وكما فعلت الأميرة لويز، كان معظم الزوار يقضي الشتاء بأكمله هناك، فأصبحت هذه الفترة معروفة باسم الموسم. بالمقابل كان الصيف في برمودا هادئُا نسبيًا.

### برمودا كقاعدة بحرية وموقع عسكري للجيش
نشأت السياحة في برمودا دون تخطيط متعمّد، كما كانت الفنادق المتاحة سابقًا للزوار الأثرياء الذين ابتكروا فكرة قضاء الإجازة في الجزيرة صغيرةً، كانت تلك الفنادق بشكل عام صغيرة وغير ملهمة. أدرك قادة الأعمال والسياسيون في برمودا أن هناك حاجة إلى فندق كبير من الدرجة الأولى، إلا أن تطوير الفندق يتوقف على الاستثمار الأمريكي، وبالتالي لم يُسمح للأجانب بشراء الأراضي أو القيام الأعمال التجارية في برمودا خشية أن تستخدم حكوماتهم من حماية هذه المصالح ذريعة للغزو.
اعتبرت حكومة المملكة المتحدة برمودا في ذلك الوقت قاعدة بحرية وعسكرية أكثر منها مستعمرة (كانت تضم قاعدة البحرية الملكية الرئيسية في غرب شمال الأطلسي ورافقتها حامية عسكرية كبيرة لحمايتها). شكل الأفراد العسكريون ربع السكان، وكان الإنفاق الدفاعي وليس الزراعي أو السياحي، المحطة الرئيسية في الاقتصاد البرمودي. جلب العديد من الزوار الأمريكيين الأثرياء في الواقع بناتهم لقضاء عطلة في الجزيرة على وجه التحديد على أمل تزويجهم من ضباط الطبقة الأرستقراطية العسكرية أو البحرية (ما وضعهم في منافسة مع النساء المحليات، إلا أنّ فندق برينسيس وفرّ جو الرقص والتجمعات الاجتماعية الأخرى دعي إليها ضباط الحاميات للاختلاط مع الضيوف).
طلبت حكومة المملكة المتحدة لعقود من حكومة برمودا زيادة وحداتها العسكرية ذات الدوام الجزئي، الأمر الذي يسمح بسحب بعض فصائل الجيش النظامي، ويعود ذلك إلى التكاليف الهائلة للحاميات في برمودا وفي أماكن أخرى، في وقت كان الجيش يحاول فيه إعادة تنظيم نفسه ليكون أكثر فاعلية، ونظرًا لعدم زيادة ميزانية الجيش، لم يكن بالإمكان تحقيق ذلك إلا من خلال إعادة توزيع الوحدات الموجودة. تجاهلت حكومة برمودا هذه الطلبات لفترة طويلة، غير أنها احتاجت موافقة حكومة المملكة المتحدة للسماح بالاستثمار الأمريكي في فندق برينسيس، وكذلك لتوسيع القناة إلى مستوطنة سانت جورج (من الضروري للسماح لهذا الميناء أن يكبر أكثر في عصر يتزايد فيه حجم السفن بشكل لا يتناسب مع قياس القناة الحالي أو الاستخدام الآمن لها، إلا أن الأمر بحسب القول قد يجعل غزو المنطقة أسهل). أصر أمين الولاية لشؤون الحرب على أنه لا يمكنه الموافقة على أي مشروع إن لم تساهم برمودا بأي طريقة للدفاع عن نفسها.
في نهاية المطاف، لم تحترم حكومة برمودا إنهاءها للاتفاق حتى مرور عقد على افتتاح فندق برينسيس. شرِّع قانونان من البرلمان البرمودي لعام 1892 إنشاء فيلق برمودا التطوعي ومدفعية ميليشيا برمودا في عامي 1894 و1895.

### تطوير والتسويق لفندق برينسيس
أصر هارلي تروت، وهو رجل أعمال رائد في ذلك الوقت ورئيس شركة تروت آند كوكس، بالإضافة إلى ووكلاء البواخر وموردي اللحوم للجيش البريطاني، على بناء فندق يستقطب الأمريكيين الأثرياء الذين قد يقضون الصيف في بيركشاير والشتاء في برمودا.
ومع أول لحظة من افتتاحه، اعتبر فندق برينسيس جوهرة الجزيرة، فتألف المبنى ذو الشرفات الأرضية الطويلة المظللة وسقف أزرق مزخرف، من أربعة طوابق فيها 70 غرفة كل منها مزود بأضواء غاز ومياه باردة وساخنة ومرآة بحجم خمس بوصات تسمح للزوار بالتزين قبل الخروج ليلاً. اصطفّ الموظفون الذين ارتدوا سترات بيضاء والحاملين لمناديل وردية اللون متموجة لاستقبال الزوار.
ومع انتشار خبر افتتاح الفندق، بدأ المشاهير بارتياده. أحب مارك توين، وهو زائر معتاد للفندق، تدخين السيجار على الشرفة، كما قيل أنّ ضيف زمن الحرب إيان فليمنج، قد استخدم حانة غازيبو المرصوفة بأحواض السمك كفكرة إلهام في روايته الطبيب نو.

### التطورات الأخيرة
في 11 مايو عام 2006، أُعلِن عن اتفاقية شراء شركة فنادق المملكة العالمية وكولوني كابيتال لفنادق ومنتجعات فيرمونت مقابل 4.5 مليار دولار أمريكي. دمجت مجموعة فنادق ومنتجعات فيرمونت مع شركتين فرعيتين هما فنادق ومنتجعات رافلز وفنادق ومنتجعات سويس أوتيل، لتشكيل فيرمونت رافلز للفنادق الدولية، سلسلة بـ 120 فندق في 24 دولة.
في عام 2007، بيع فندق برينسيس لمجموعة استثمارات الضيافة العالمية، ثم في عام 2012 بيع لشركة محلية (BERCO) التابعة لعائلة غرين البرمودية، التي واصلت تشغيل وإدارة الفندق كجزء من سلسلة فنادق فيرمونت، وكان فندق برينسيس الأقدم في هذه السلسلة.
بدأت عائلة غرين بوصفهم المالكون الجدد للفندق بتجديده بملايين الدولارات، بما في ذلك بناء مرسى أو حوض سفن جديد.